# 관세평가분류원
관세평가분류원(關稅評價分類院, Customs Valuation & Classification Institute, 약칭: CVNCI)은 대한민국 관세청의 소속기관이다. 2003년 11월 20일 발족하였으며, 대전광역시 유성구 테크노2로 214에 위치하고 있다. 원장은 서기관 또는 기술서기관으로 보한다.

## 설립 배경
국제무역 환경변화와 다양한 무역거래 증가에 따라 관세평가업무를 전문화시키고 농산물 등 차등 관세물품을 보다 정확하게 분류하여 양질의 통관서비스를 제공하는 한편 통관·심사·정보 관리부서에서 개별관리하는 위험관리업무를 종합적으로 관리하기 위해 관세청 직속기관으로 관세평가분류원을 개설.

## 직무
- 관세평가제도의 연구 및 보급에 관한 사항
- 과세가격 결정방법의 사전심사 및 관세평가 질의회신에 관한 사항
- 수출입 신고 시 적용할 환율의 결정에 관한 사항
- 수출입물품의 품목분류제도의 연구 및 보급에 관한 사항
- 수출입물품의 품목분류 사전심사, 질의회신 및 자유무역협정 특혜원산지 사전심사에 관한 사항
- 수출입 안전관리 우수업체의 공인 및 공인 갱신을 위한 심사업무
- 수출입 안전관리 기준 연구 및 공인 심사기법의 개발
- 수출입 안전관리 우수 공인업체 상호 인정을 위한 심사에 관한 사항

## 연혁
- 2003년 11월 20일: 관세청 소속으로 관세평가분류원 설치.[3]
- 2003년 11월 22일: 관세평가분류원 개원.
- 2004년 12월 3일: 정부대전청사에서 대덕테크노밸리 대전세관으로 청사 이전.
- 2006년 5월 22일: 품목분류사전심사업무 이관(1~81류, 평가분류원 → 분석소).
- 2009년 4월 1일: 품목분류사전심사업무 일원화(1~81류, 분석소 → 평가분류원).
- 2011년 5월 1일: 품목분류 확인서 발급기관 일원화(세관 → 분류원).

## 조직

### 원장
- 관세평가과[4]
- 품목분류제1과[4]
- 품목분류제2과[5]
- 품목분류제3과[6]
- 품목분류제4과[6]
- 수출입안전심사제1과[4]
- 수출입안전심사제2과[6]

## 같이 보기
- 관세국경관리연수원
- 중앙관세분석소